# Richard Johansson
Carl Richard Johansson (Gävle, Suécia, 18 de junho de 1882 – Gävle, Suécia, 24 de julho de 1952) foi um patinador artístico sueco. Ele conquistou uma medalha prata olímpica em 1908.

## Principais resultados

### Individual masculino
| Resultados                                            | Resultados      | Resultados    | Resultados        | Resultados       | Resultados       | Resultados      | Resultados      | Resultados    | Resultados    | Resultados    | Resultados    | Resultados    | Resultados    | Resultados    |
| Internacional                                         | Internacional   | Internacional | Internacional     | Internacional    | Internacional    | Internacional   | Internacional   | Internacional | Internacional | Internacional | Internacional | Internacional | Internacional | Internacional |
| Evento/Temporada                                      | 1903– 1904      | 1904– 1905    | 1905– 1906        | 1906– 1907       | 1907– 1908       | 1908– 1909      | 1909– 1910      | 1910– 1911    |               | 1912– 1913    | 1913– 1914    |               |               |               |
| ----------------------------------------------------- | --------------- | ------------- | ----------------- | ---------------- | ---------------- | --------------- | --------------- | ------------- | ------------- | ------------- | ------------- | ------------- | ------------- | ------------- |
| Jogos Olímpicos                                       |                 |               |                   |                  | Medalha de prata |                 |                 |               |               |               |               |               |               |               |
| Campeonato Mundial                                    |                 | 4.º           |                   |                  |                  | 4.º             |                 | 5.º           |               | 9.º           |               |               |               |               |
| Campeonato Europeu                                    |                 |               |                   |                  |                  |                 |                 |               | 5.º           |               |               |               |               |               |
| Nacional                                              |                 |               |                   |                  |                  |                 |                 |               |               |               |               |               |               |               |
| Campeonato Sueco                                      | Medalha de ouro |               | Medalha de bronze | Medalha de prata | Medalha de ouro  | Medalha de ouro | Medalha de ouro |               |               |               |               |               |               |               |
|                                                       |                 |               |                   |                  |                  |                 |                 |               |               |               |               |               |               |               |
| Legenda: Competição não foi disputada nesta temporada |                 |               |                   |                  |                  |                 |                 |               |               |               |               |               |               |               |

### Duplas com Gertrud Ström
| Campeonato Mundial | Medalha de bronze |